# Buduslău
Buduslău è un comune della Romania di 1 937 abitanti, ubicato nel distretto di Bihor, nella regione storica della Transilvania.
Il comune è formato dall'unione di 2 villaggi: Albiș e Buduslău.

## Amministrazione

### Gemellaggi
La città è gemellata con:
- Bondues